# Víctor Manuel Ramos
Pour les articles homonymes, voir Victor Ramos.
 (décembre 2016).
Víctor Manuel Ramos, né le 29 septembre 1946 à Camasca dans le département d'Intibucá au Honduras, est un écrivain et poète.

## Biographie

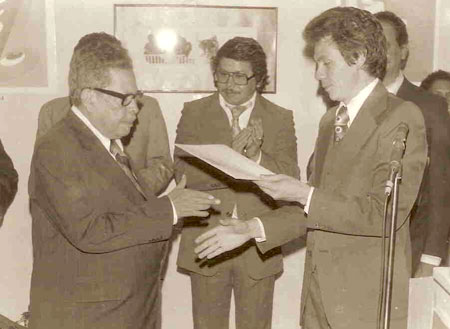
es Victor Manuel Ramos entrega a Medardo Mejía la medalla del Conseil mondial de la paix

### Académie hondurienne de langue

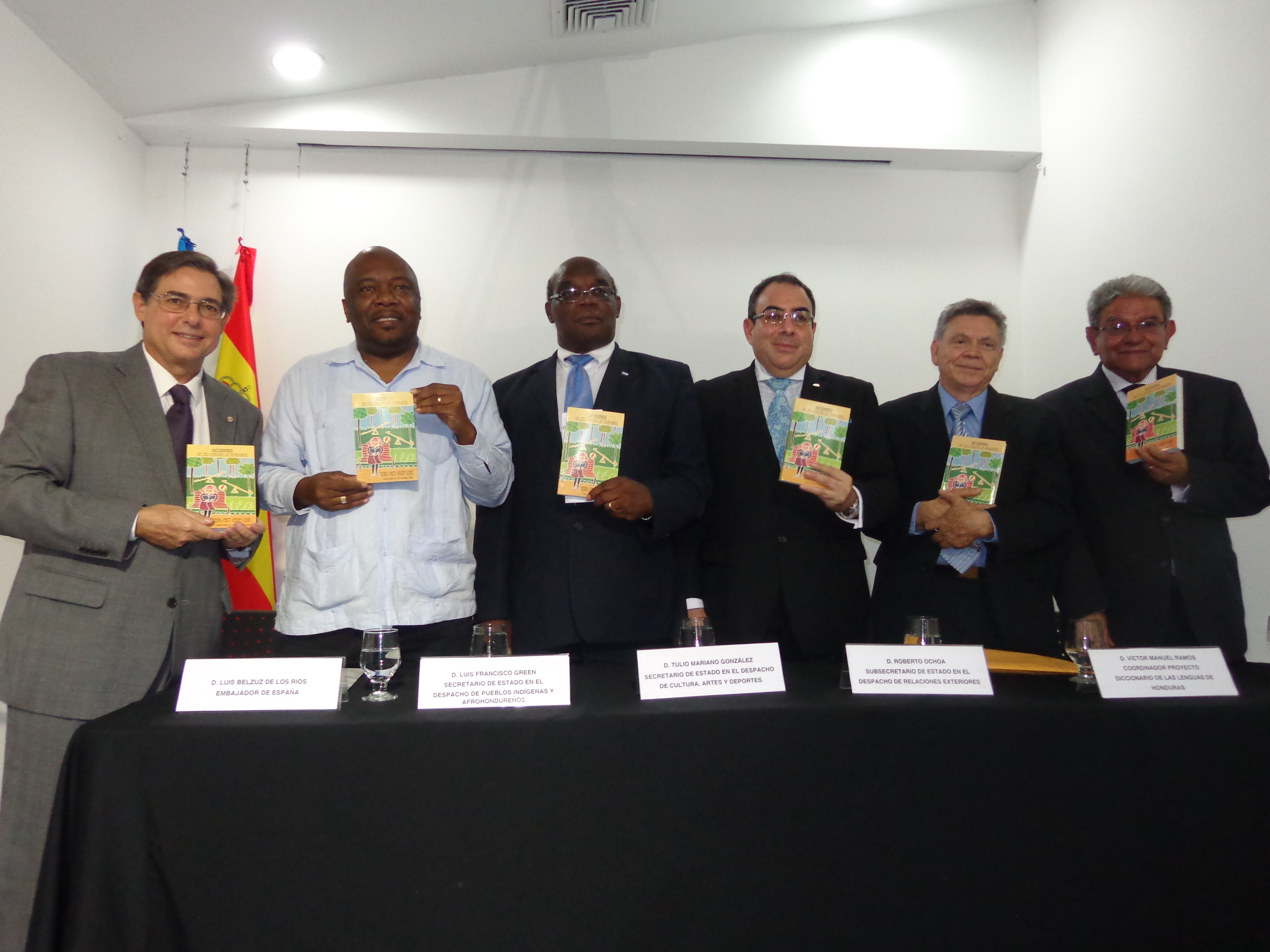
es Autoridades asistentes a la presentación del Diccionario de las Lenguas de Honduras DLH.

## Publications

### Pour les enfants
La obra de Víctor Manuel Ramos es destacable porque, junto con la de Rubén Berríos (†2007), es pionera en relación con la literatura para niños y jóvenes en Honduras.
- Acuario (1991, 1999 y 2002), Premio Bienal de literatura infantil y juvenil “Zorzal de oro”, San Pedro Sula, 1991.
- Monsieur Hérisson y otros cuentos (1998 y 2000), (ilustraciones de Eloy Barrios Alayón).
- Ratoncito Gris (2000, 2011). Finalista en el concurso A la orilla del viento, Fondo de Cultura Económica, México, 2000.
- Aventuras de un globo terráqueo (2000,2009,  2011) Primer Premio en Narrativa para niños Certamen Permanente Centroamericano “15b de setiembre”, 1991, Guatemala.
- Nanas y canciones (2009).
- Mozart (2008).
- Albéniz, el niño prodigio (2010).
- Nuevas aventuras del Ratoncito Gris (2014).
- El espantapájaros músico y pintor (2015), premiado en el “XIII Concurso de Cuentos Infantiles sin fronteras” (Otxarkoaga, Bilbao, España).

### Anthologie
- Diez poetas médicos (1991). Colegio Médico de Honduras.
- Poesía para Morazán (1992). Université pédagogique nationale Francisco Morazán.
- La minificción en Honduras (2007, 2009)[1]. es:Universidad Pedagógica Nacional de Colombia.
- Honduras: senderos en resistencia, Colección Poesía de este tiempo y de otro (con Israel Serrano y Melissa Merlo) (2010).
- Poesía para la Resistencia (2010).

### Art
- Retratos de escritores hondureños  (2002).

### Dictionnaire
- Diccionario de las lenguas de Honduras, es:Academia Hondureña de la Lengua (2013).

### Essai
- En el 125 aniversario de la UNAH. Primer Premio 125 aniversario de la UNAH (1972).
- Influencia de Darío en la poesía hondureña (2004).
- Paseo por la leona, Colección Poesía de este tiempo y de otro (ilustraciones de Rolando López Tróchez) (2007).

### Histoire
- Ramón Antonio Vallejo, vida y obra. es:Secretaría de Cultura, Artes y Deportes (2007 y 2012). Premio de Estudios históricos Rey Juan Carlos I, Tegucigalpa (2005).

Con la creación en el 2012 de la Biblioteca Virtual de las Letras Centroamericanas, se incluye « Antonio Ramón Vallejo, Vida y obra »(Archive.org • Wikiwix • Archive.is • Google • Que faire ?) como parte del acervo bibliográfico fundacional.

### Médecine
Entre otros libros de neuroanatomía, teoría clínica e historia hondureña.
- Sistema de supervisión de los servicios de Salud en Honduras, dentro de la política de extensión de la cobertura. (1978)
- El sistema nervioso humano (1981).
- Histología: manual de laboratorio (1981).
- Guía para el examen clínico.
- Manual de Semiología.
- Prontuario de Anatomía, Editorial Universitaria (1992).
- FESTEST. Guía de repaso para Ciencias Morfológicas.
- Sección Honduras del Diccionario Biográfico Médico Hispanoamericano. Academia de Medicina de Venezuela. Caracas, 2007.

### Anthologies
- Óscar Acosta. Poeta de Honduras. (1996)
- País de luceros. Antología de cuentos hondureños para niños y niñas. Sara Rolla y Manuel de Jesús Pineda (2007).
- Poesía hondureña en resistencia.  Melissa Merlo e Israel Serrano (2009).
- Kaya awíska. Antología del cuento hondureño. Israel Serrano Melissa Merlo, Francisca Ávila, German Salinas (2014).
- Homenaje a Rafael Heliodoro Valle. Universidad Nacional Autónoma de México. (2013).
- Memorias del Simposio Internacional Rubén Darío y su pensamiento social. León, Nicaragua (2012).
- Cuentos Infantiles Sin Fronteras. Txirula Kultur Taldea de Otxarkoaga. Bilbao, España (2015).

### Dans la presse
- Nuevas aventuras de Ratoncito Gris. Primer Premio Nacional de Narrativa Infantil y Juvenil (2013).

### Inédit
- Viaje a Xibalbá  (Historias del Popol vuh)
- Viaje al arco iris (basado en las cosmogonías precolombinas)
- Estafeta universitaria, música, arte, literatura y personajes
- Historia de la música en Honduras
- Médicos célebres hondureños

## Publications périodiques
Ha dirigido las siguientes revistas:
- Salud para todos. Revista del Ministerio de Salud de Honduras.
- Salud Materno Infantil. Revista de la Facultad de Ciencias Médicas, UNAH.
- Revista de la Universidad. Universidad Pedagógica Nacional Francisco Morazán, Honduras.
- Revista Pedagógica. Universidad Pedagógica Nacional Francisco Morazán, Honduras.
- Revista Yaxkin. Instituto Hondureño de Antropología e Historia.

## Récompenses

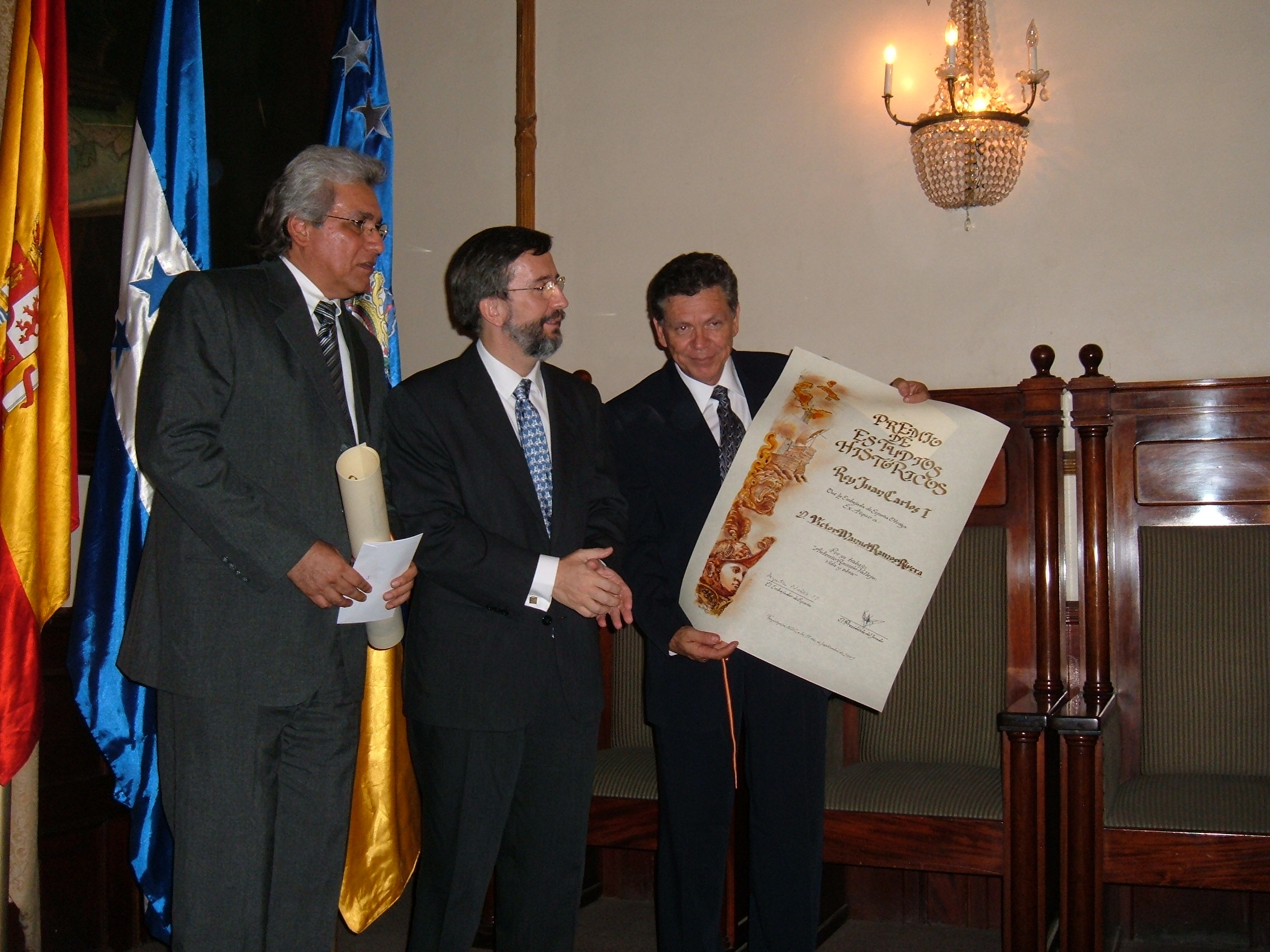
es Entrega del Premio de Estudios Históricos Rey Juan Carlos I en el Salón de Cabildos de la AMDC por el Embajador Agustín Núñez Martínez

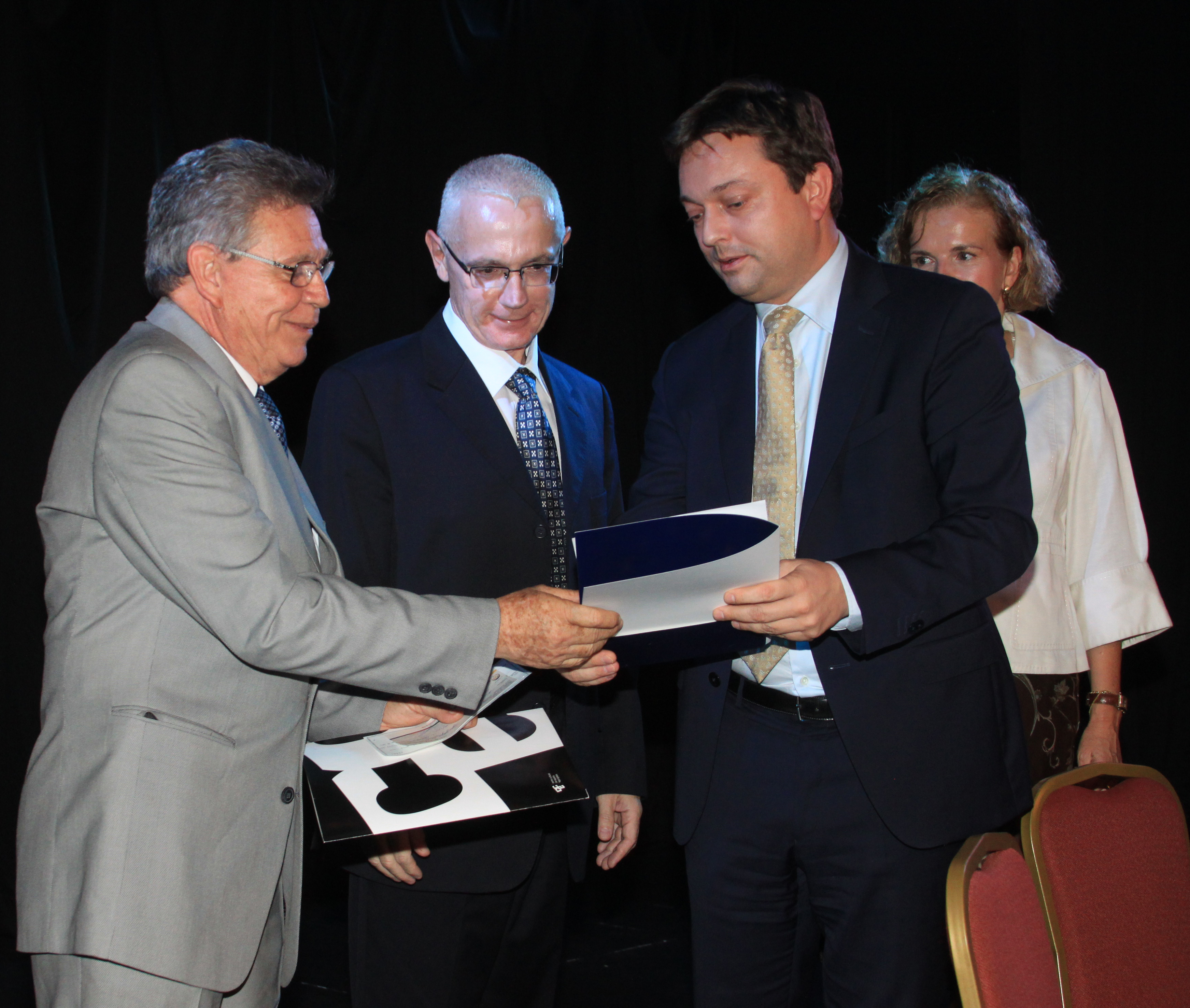
es Entrega del Premio Hibueras de narrativa 2015 al Dr Ramos.

## Source de la traduction
- (es) Cet article est partiellement ou en totalité issu de l’article de Wikipédia en espagnol intitulé « Víctor Manuel Ramos (Honduras) » (voir la liste des auteurs).